# شادیا، پنجاب
شادیا (به انگلیسی: Shadia) یک شهرک در پاکستان است که در ناحیه میانوالی واقع شده‌است.